# Occitania (regione amministrativa)
L'Occitania (in francese Occitanie, in occitano e catalano: Occitània) è una regione amministrativa francese.
È stata istituita a decorrere dal 1º gennaio 2016, unendo le regioni di Linguadoca-Rossiglione e Midi-Pirenei; con la fusione prese il nome provvisorio di Languedoc-Roussillon-Midi-Pyrénées, prima di assumere il 30 settembre 2016 l'attuale denominazione (che ricorda la regione storico-linguistica dell'Occitania, anche se quest'ultima è più estesa della regione amministrativa).

## Geografia
È suddivisa in tredici dipartimenti e il suo capoluogo è Tolosa. Le città principali della regione, oltre a Tolosa, sono Montpellier e Nîmes. È composta dai dipartimenti: Ariège (09), Aude (11), Aveyron (12), Gard (30), Alta Garonna (31), Gers (32), Hérault (34), Lot (46), Lozère (48), Alti Pirenei (65), Pirenei Orientali (66), Tarn (81) e Tarn e Garonna (82). Sono inclusi nella regione 269 cantoni e 4 565 comuni.

## Immagini dell'Occitania

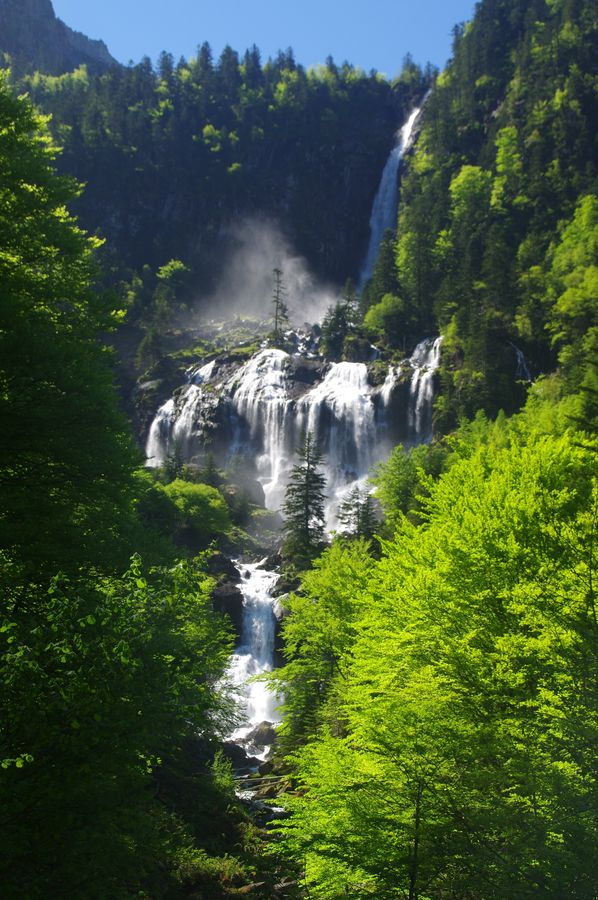
La cascata dell'Ars in Ariège.
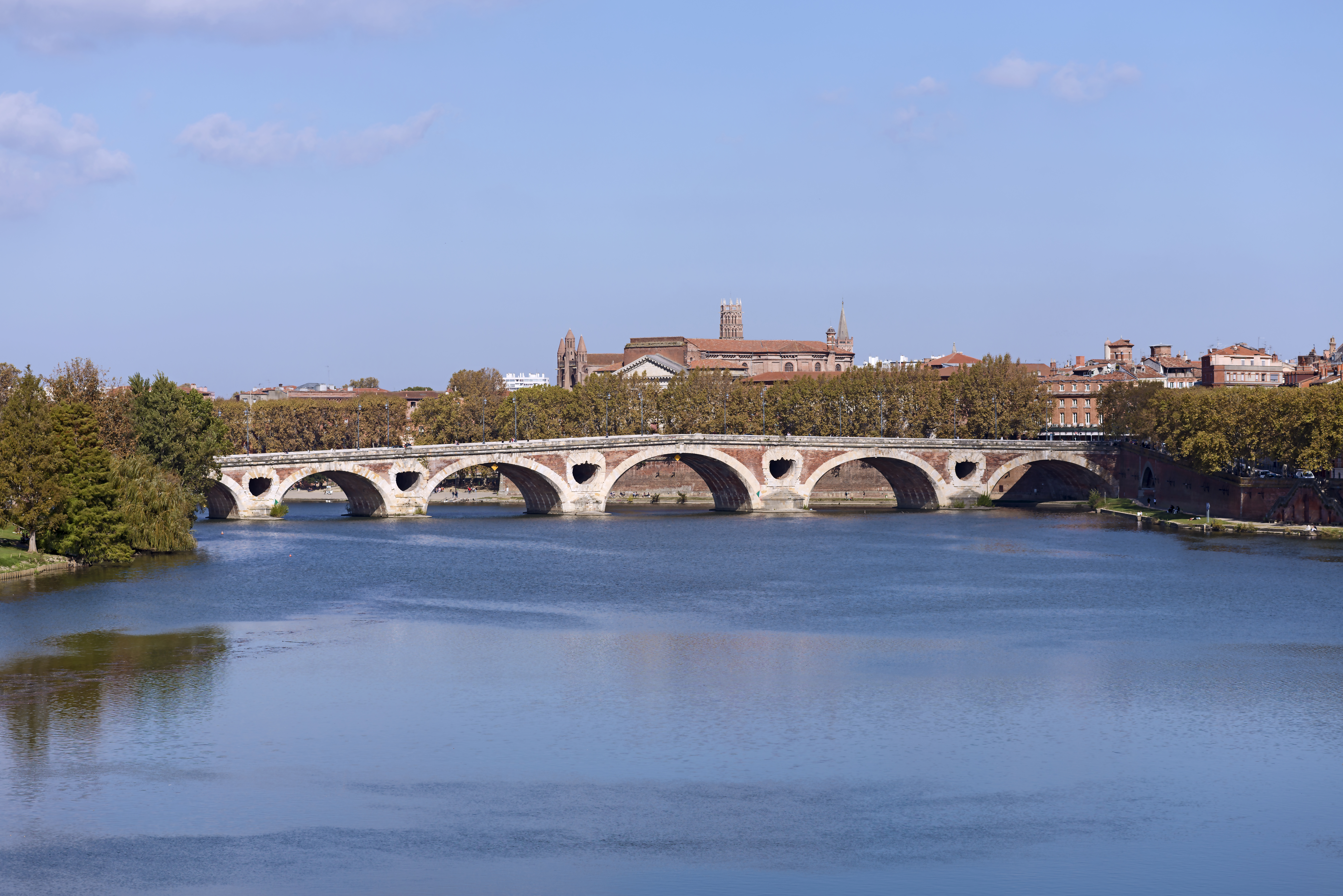
La Garonna a Tolosa.
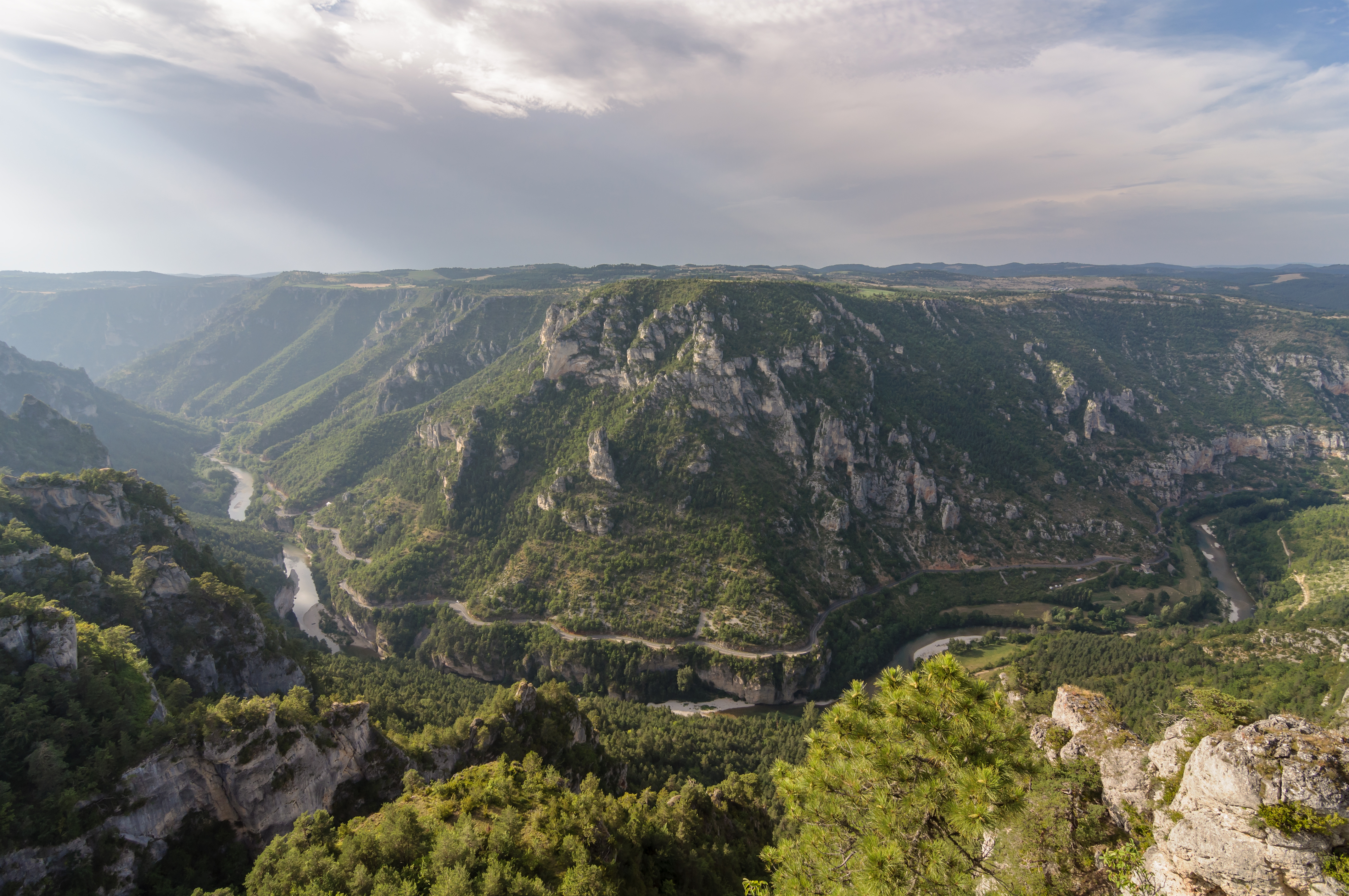
Gorges du Tarn Roc des Hourtous
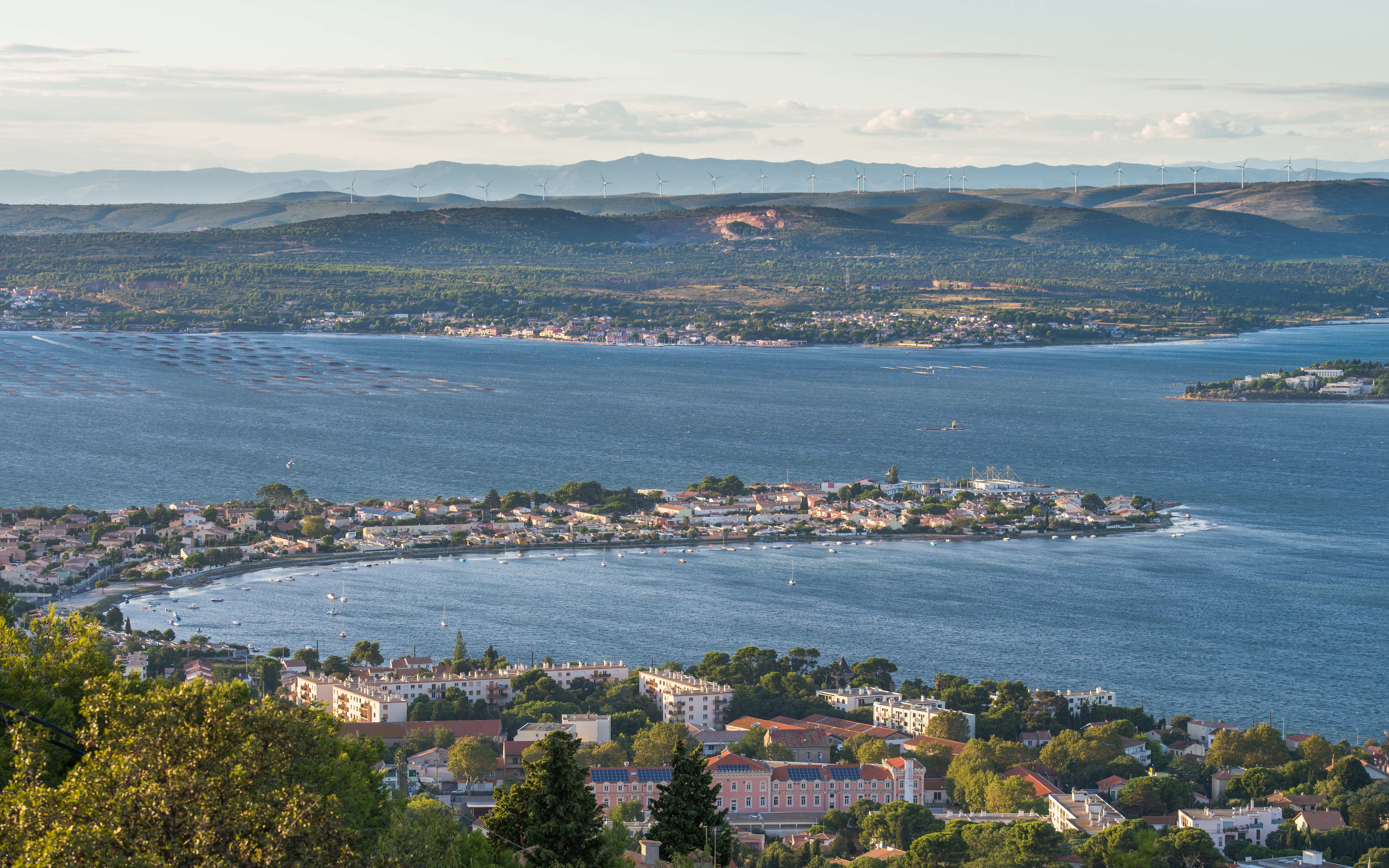
La Palude del Thau vista da Sète.
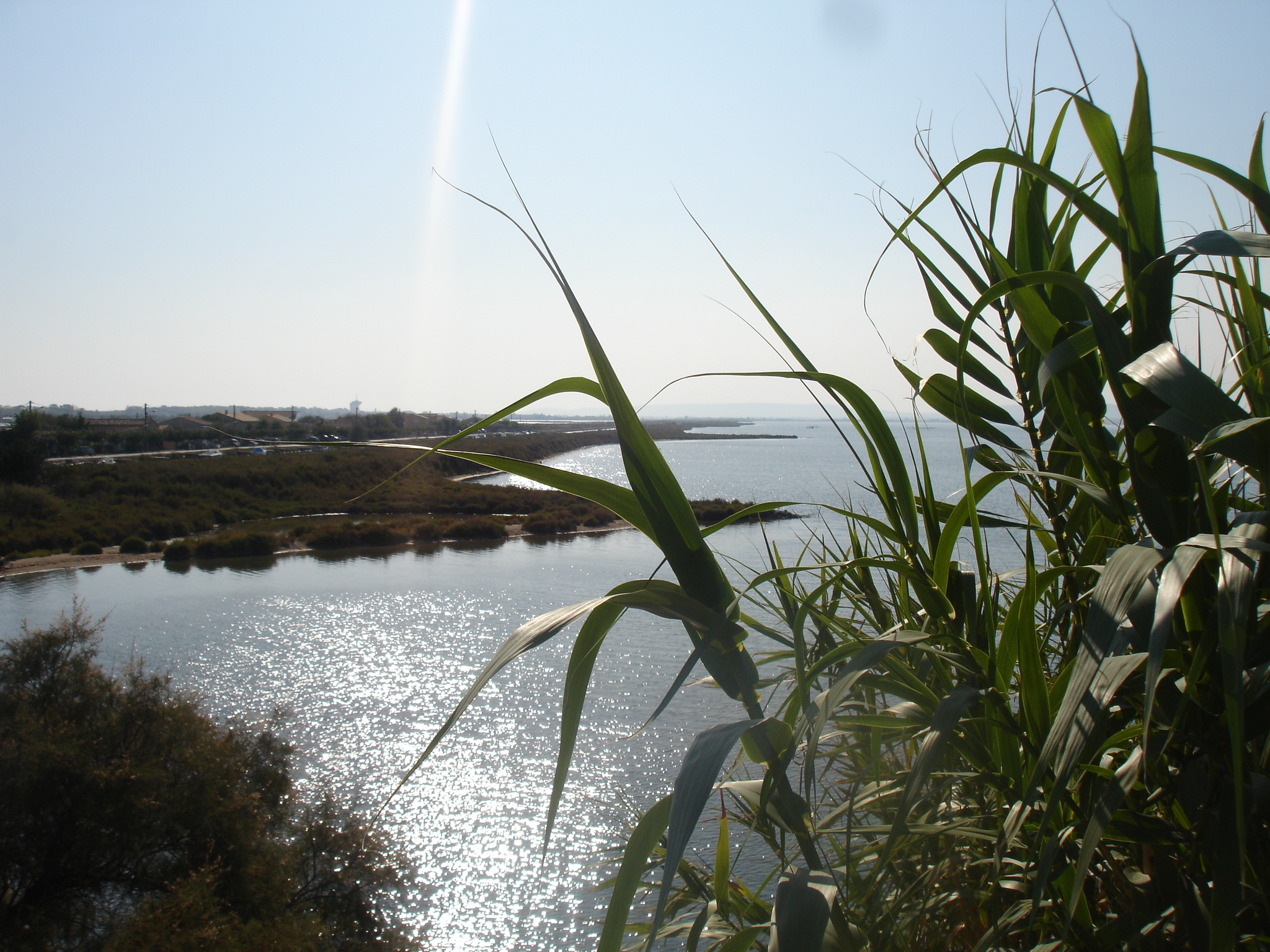
La palude dell'oro vicino a Montpellier.
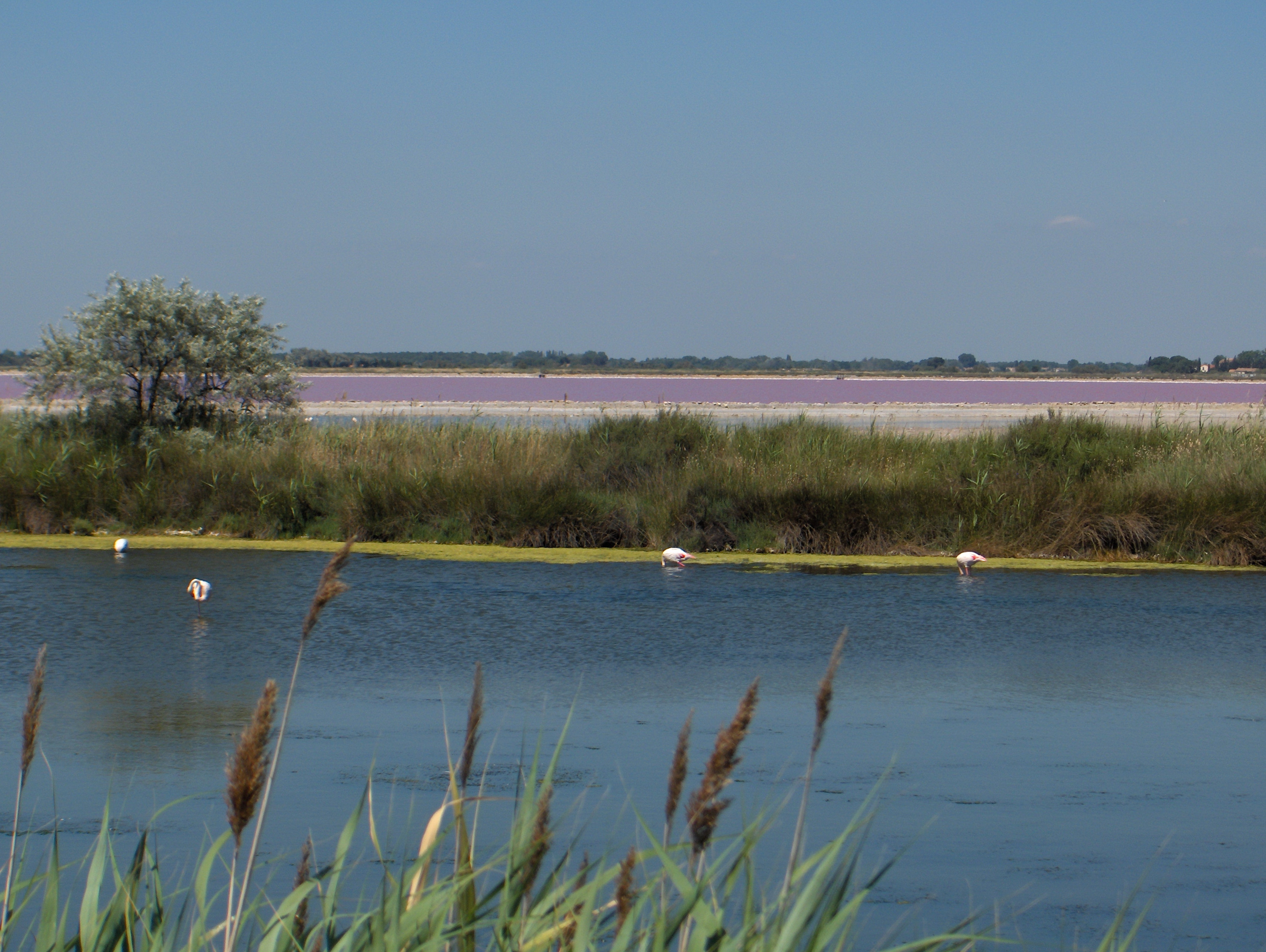
La palude della Piccola Camargue al Grau-du-Roi.
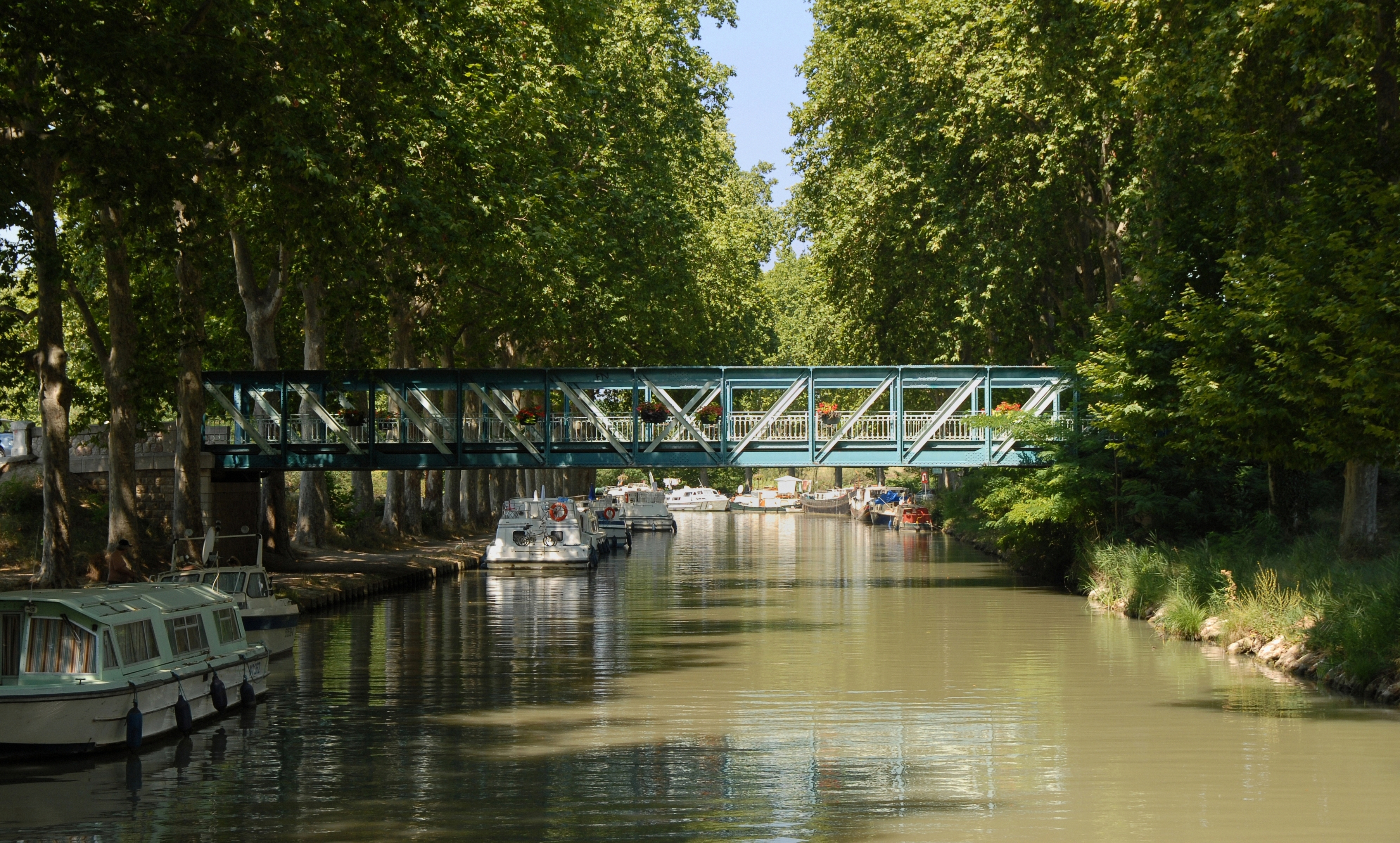
Il Canal du Midi.
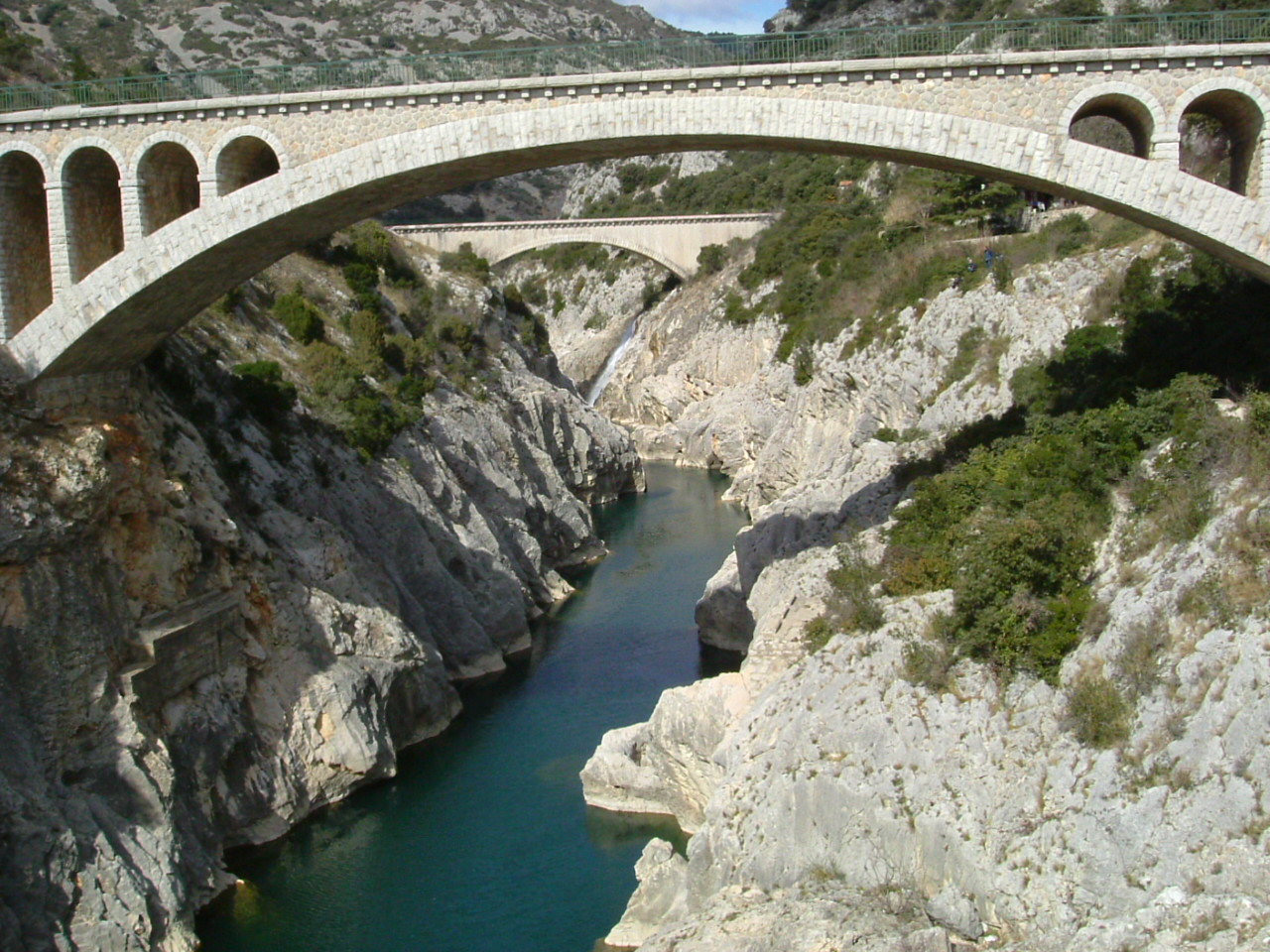
Ponte stradale e acquedotto sulle gole dell'Hérault.
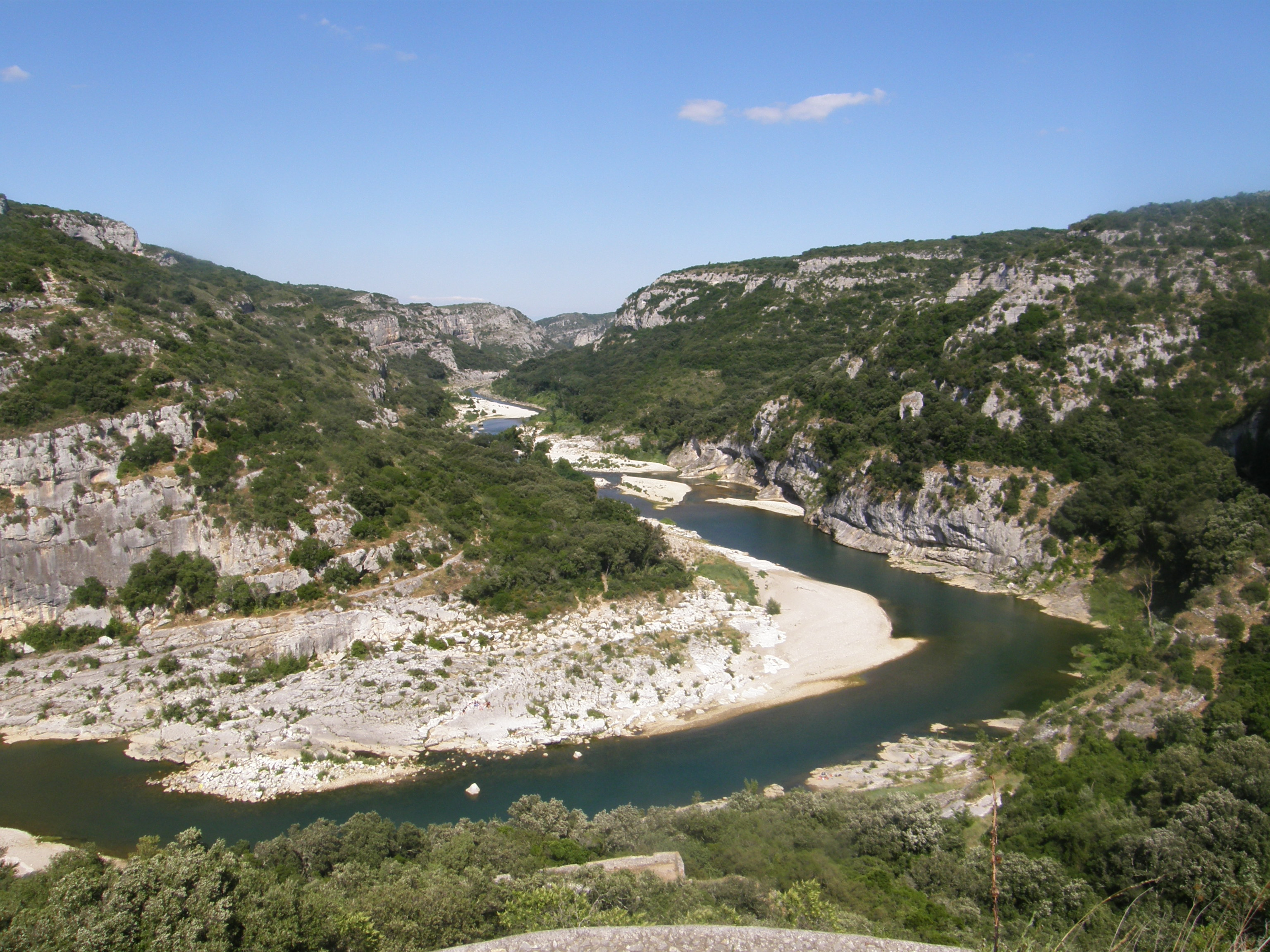
Le gole del Gardon.
Il Ponte sul Gard.
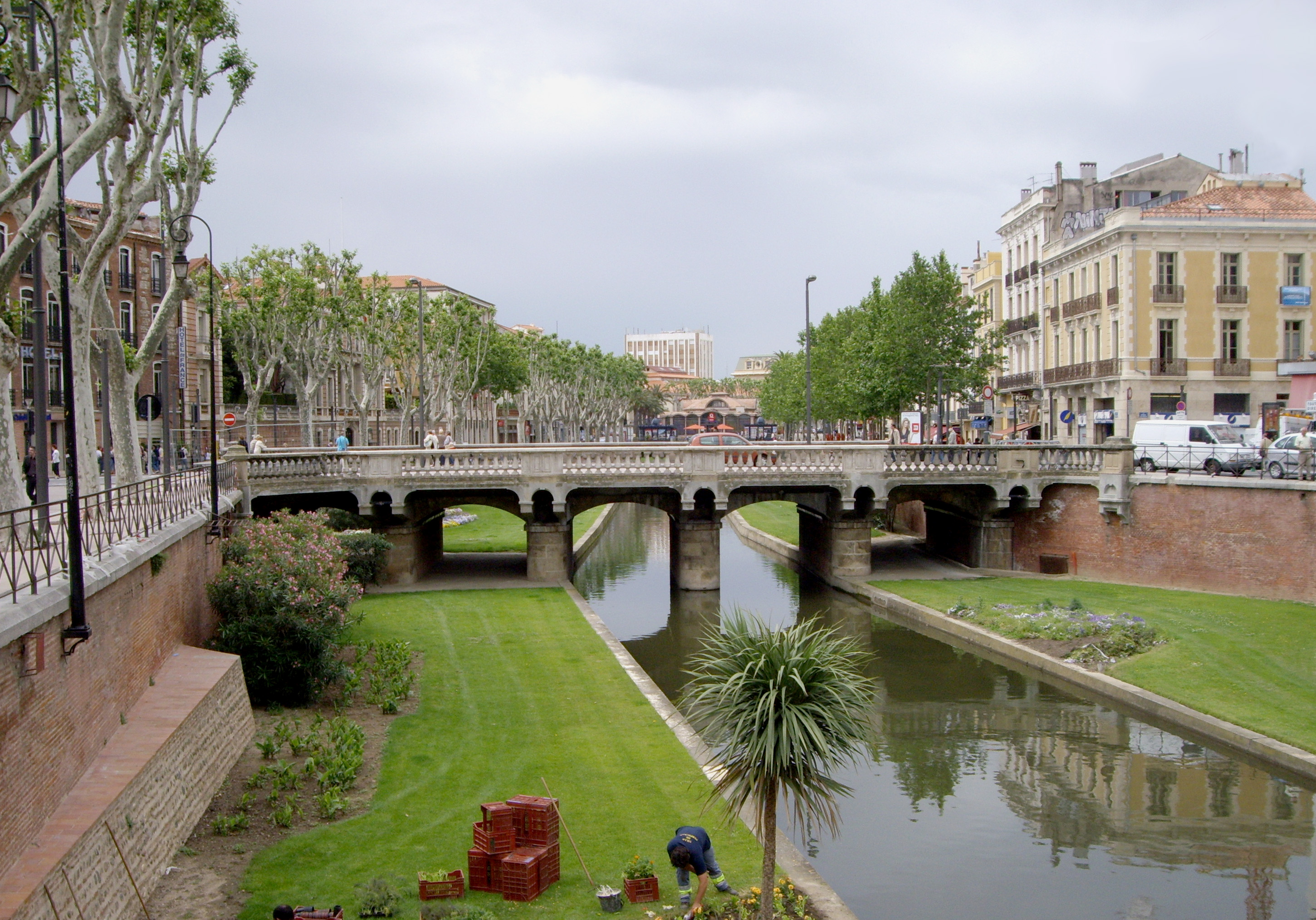
La Basse a Perpignano.